# W25

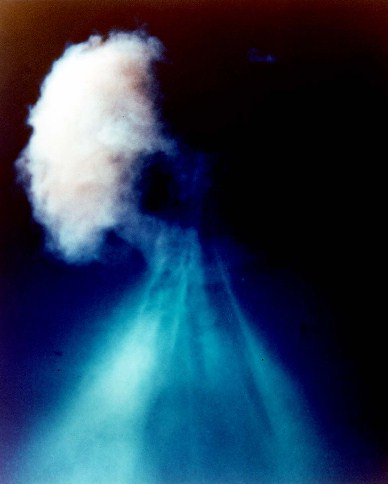
Um teste nuclear realizado em 19 de julho de 1957, disparado por um F-89 a 4,6 km acima do Yucca Flats Nuclear Test Site.

W25 é uma pequena ogiva nuclear tática dos Estados Unidos, desenvolvida pelo Laboratório Nacional Los Alamos em 1954 a mando da Douglas Aircraft para ser utilizada contra bombardeiros inimigos, sua potencia era de 1,7 quilotons de TNT.
Originalmente utilizado nos MB-1 Ding Dong, um míssil ar-ar descontrolado, sendo usados pelos aviões interceptadores F-89 Scorpion, F101B e F-106, o projeto acabou sendo reutilizado para o AIR-2 Genie em compartilhamento com o Canadá, foram aposentadas em 1984.

## Descrição
O W25 foi uma pequenina ogiva de apenas 17,4 centímetros de diâmetro e 26,6 centímetros  de comprimento.
Utilizava um fosso de uma mistura de urânio-plutônio, e foi o primeiro projeto dos EUA de poço selado, ou seja ele era contido de uma esfera de metal solido sem aberturas para a retirada do material fissil, isso o protegia da corrosão do ambiente exterior, e utilizava Python Primário.

## Referencias
- List of all U.S. Nuclear Weapons
- nuclearweaponarchive.org